# Procleomenes shimomurai
Procleomenes shimomurai là một loài bọ cánh cứng trong họ Cerambycidae.